# Kasseistrook van Cysoing naar Bourghelles
De kasseistrook van Cysoing naar Bourghelles (Frans: Secteur pavé de Cysoing à Bourghelles) is een kasseistrook uit de wielerwedstrijd Parijs-Roubaix, gelegen in de Franse gemeente Cysoing.
De strook is in totaal 1300 meter lang. Ze bevindt zich in de finale van de wedstrijd en is als 4-sterrenstrook een zware strook. De strook wordt vaak samen gerekend met de nabijgelegen kasseistrook van Bourghelles naar Wannehain, die er vlak na komt.
De kasseistrook begint aan de noordoostrand van het dorpscentrum van Cysoing op de Rue de Tournai en verlaat het centrum in oostelijke richting. Op de grens met Bourghelles slaat men op een kruispunt rechtsaf en volgt men de Rue de Lannoy in zuidelijke richting tot aan de rand van het dorpscentrum van Bourghelles. De strook wordt ook wel "Pavé Gilbert Duclos-Lassalle", naar de Franse tweevoudige ex-winnaar Gilbert Duclos-Lassalle.
27: Troisvilles à Inchy · 
26: Viesly à Quiévy · 
25: Quiévy à Saint-Python · 
24: Saint-Python · 
23: Vertain à Saint-Martin-sur-Écaillon · 
22: Capelle-sur-Écaillon à Ruesnes · 
21: Aulnoy-lez-Valenciennes - Famars · 
20: Famars à Quérénaing · 
19: Quérénaing à Maing · 
18: Maing à Monchaux-sur-Écaillon · 
17: Haveluy à Wallers · 
16: Bos van Wallers-Arenberg · 
15: Millonfosse à Bousignies · 
14: Brillon à Tilloy-lez-Marchiennes · 
14: Tilloy à Sars-et-Rosières · 
13: Beuvry-la-Forêt à Orchies · 
12: Orchies · 
11: Auchy-lez-Orchies à Bersée · 
11: Mons-en-Pévèle · 
10: Mérignies à Avelin · 
9: Pont-Thibaut à Ennevelin · 
8: Templeuve - L'Épinette · 
8: Templeuve – Moulin-de-Vertain · 
7: Cysoing à Bourghelles · 
6: Bourghelles à Wannehain · 
5: Camphin-en-Pévèle · 
4: Carrefour de l'Arbre · 
3: Gruson · 
2: Willems à Hem · 
1: Roubaix